# Janet Yellen

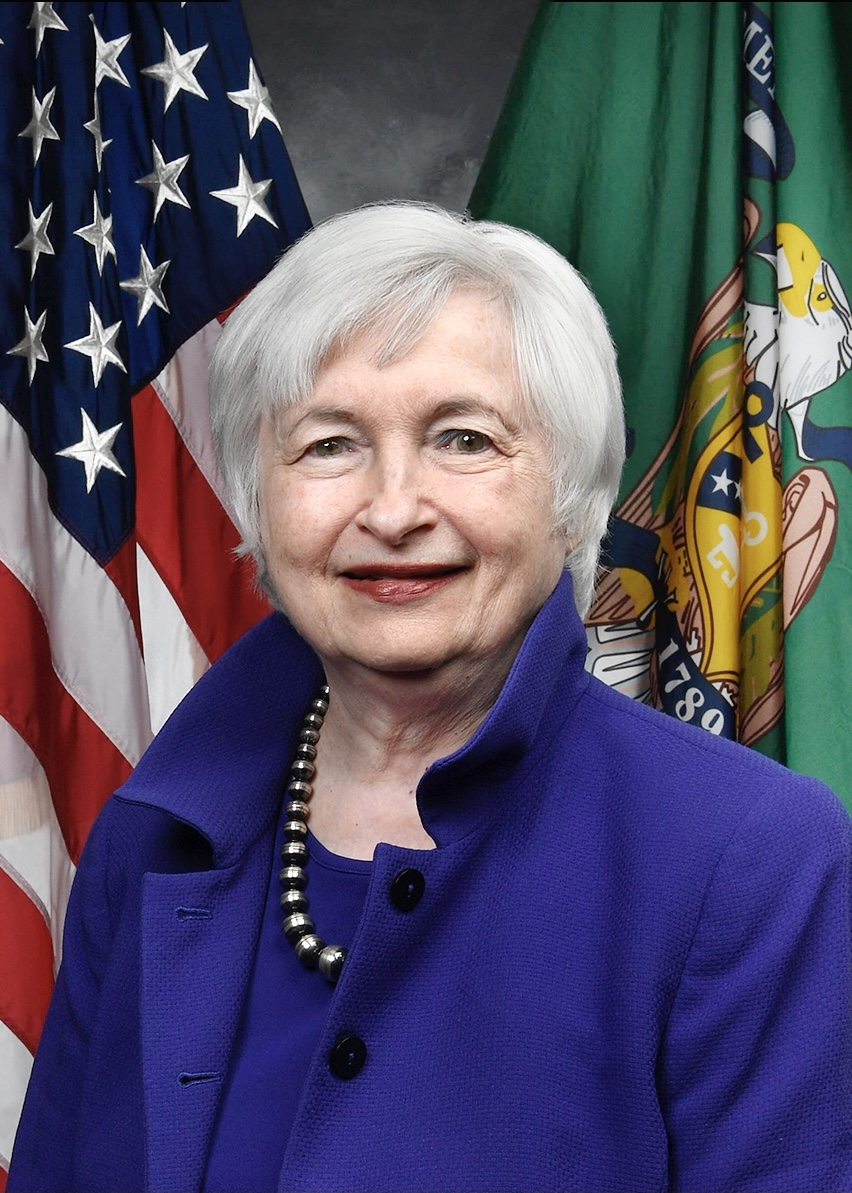
Janet Yellen (2021)

Janet Louise Yellen (* 13. August 1946 in Brooklyn, New York City) ist eine US-amerikanische Wirtschaftswissenschaftlerin. Vom 25. Januar 2021 bis 20. Januar 2025 war sie Finanzministerin der Vereinigten Staaten im Kabinett Biden und als erste Frau in diesem Amt. Von 2014 bis 2018 war sie Präsidentin des Federal Reserve Board (FED). 

## Leben
Janet Yellen wurde am 13. August 1946 als Tochter des Arztes Julius Yellen und Anna Yellen (geb. Blumenthal) im New Yorker Stadtteil Brooklyn geboren und ist dort aufgewachsen. Sie stammt aus einer jüdischen Familie. Yellen schloss ihr Wirtschaftsstudium, nachdem sie zuerst einen Abschluss an der Philosophischen Fakultät avisiert hatte, an der Brown University 1967 summa cum laude mit einem Bachelor ab. 1971 erhielt sie als einzige Frau der Wirtschaftswissenschaftlichen Fakultät der Yale University bei den beiden Nobelpreisträgern James Tobin und Joseph Stiglitz ihren Ph.D. und wurde im selben Jahr Dozentin der Harvard University, was sie bis 1976 blieb. 2010 erhielt sie den Adam-Smith-Preis.
Janet Yellen ist mit dem Nobelpreisträger George A. Akerlof verheiratet. Ihr Sohn, Robert Akerlof, ist Assistenzprofessor an der University of Warwick.

## Karriere
1974 war Janet Yellen Mitarbeiterin (Research Fellow) am Massachusetts Institute of Technology, im selben Jahr wurde sie Mitarbeiterin in der Abteilung für internationale Finanzen beim Board of Governors of the Federal Reserve System. 1975 bis 1976 war sie Mitarbeiterin beim Congressional Budget Office. 1977 bis 1978 war Yellen erneut Mitarbeiterin beim Board of Governors of the Federal Reserve System, im Bereich Internationale Finanzen, Handel und Finanzstudien. Von 1978 bis 1980 war sie Dozentin an der London School of Economics and Political Science, 1980 ging sie als Dozentin an die School of Business Administration der University of California, Berkeley. Dort wurde sie 1982 zur außerordentlichen Professorin (Associate Professor) und 1985 erhielt sie an der dortigen Haas School of Business eine ordentliche Professur; mittlerweile ist sie Emerita.

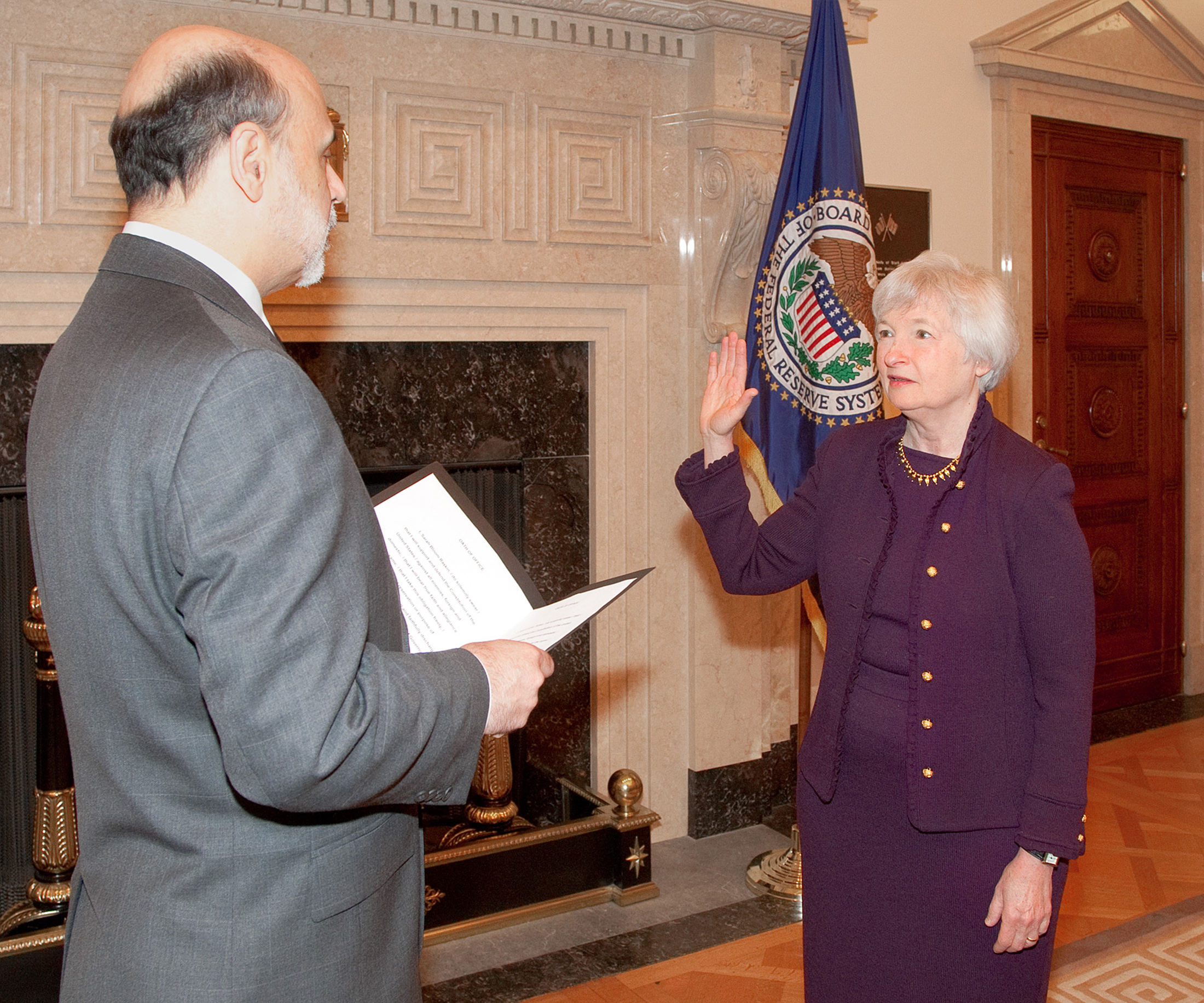
Ben Bernanke nimmt Yellen den Amtseid ab (4. Oktober 2010)

Von 1994 bis 1997 war Yellen Mitglied des Vorstandes im Board of Governors of the Federal Reserve System. 1997 wurde sie als Vorsitzende in den Rat der Wirtschaftsberater des US-Präsidenten Bill Clinton berufen und verblieb dort bis 1999. Vom 14. Juni 2004 bis zum 4. Oktober 2010 war sie Präsidentin und CEO der Federal Reserve Bank of San Francisco. Im Jahr 2009 war Janet Yellen stimmberechtigtes Mitglied des Federal Open Market Committee, des Gremiums, das die Geld- und Währungspolitik der USA bestimmt. Im März 2010 wurde sie von Barack Obama zur Kandidatin zur Nachfolge von Donald Kohn, dem Stellvertreter des Notenbankchefs, ernannt, und am 4. Oktober nahm Ben Bernanke ihr den Amtseid als Vizepräsidentin des FED ab.
Am 9. Oktober 2013 wurde sie als Nachfolgerin von Ben Bernanke an der Spitze des Federal Reserve Board (FED) ab 1. Februar 2014 nominiert, am 6. Januar 2014 stimmte der Senat der Vereinigten Staaten für ihre Ernennung.
Nach der Präsidentschaftswahl 2016, nach der Donald Trump US-Präsident wurde, kündigte Yellen an, den Dodd–Frank Act zu verteidigen.
Am 5. Februar 2018 trat der von US-Präsident Donald Trump nominierte Jerome Powell ihre Nachfolge an.
Nach seinem Sieg bei der Präsidentschaftswahl 2020 nominierte Joe Biden Yellen als US-Finanzministerin. Einige Antikorruptions-Initiativen und progressive Aktivisten reagierten kritisch auf ihre Nominierung, da Yellen seit dem Ende ihrer Amtszeit in der FED mehrere Millionen Dollar durch bezahlte Gastreden an Finanzinstitutionen der Wall Street verdient hatte – durch dieselben Banken, die sie als Finanzministerin regulieren müsste. Andere Stimmen verteidigten Yellen und warfen den Kritikern Sexismus vor. Nach Bestätigung durch den Senat übernahm sie am 25. Januar 2021 das Amt und wurde offizielles Mitglied im Kabinett Biden. Sie ist die erste Frau in diesem Amt.
Yellen macht sich für die Lösung der Klimakrise stark. So ist sie Mitglied der Group of Thirty, einer finanzwirtschaftlichen Denkfabrik, der mehrere ehemalige Notenbankpräsidenten angehören. Sie veröffentlichte im Jahr 2020 Empfehlungen für eine weltweite Transformation zu einer emissionsfreien Wirtschaft. Sie gehört zudem zu den Gründungsmitgliedern des Climate Leadership Councils, der sich für eine CO2-Steuer einsetzt.
Im April 2021 schlug sie eine globale Mindeststeuer für Unternehmen vor, um so den internationalen Unterbietungswettbewerb bei Unternehmenssteuern zu beenden.

## Ehrungen und Auszeichnungen
- Wilbur Cross Medaille von der Yale-Universität (1997)
- Ehrendoktortitel in Recht von der Brown-Universität (1998)
- Ehrendoktortitel vom Bard College (2000).
- Adam Smith Award von der National Association for Business Economics (NABE)[22]
- Gewählt zum Mitglied der American Academy of Arts and Sciences.
- Gewählt zum ausgezeichneten Mitglied der Amerikanischen Wirtschafts Vereinigung (2012)
- Bloomberg Markets magazine listete sie als eine der 50 einflussreichsten Personen der Welt (2014).
- Forbes Magazine wählte sie zur zweitmächtigsten Frau der Welt (2014).[23]
- Ehrenmitglied der British Academy (2016)
- Ehrendoktortitel der Frankfurt School of Finance & Management (2024)[24]

## Ausgewählte Werke
Bücher
- The Fabulous Decade: Macroeconomic Lessons from the 1990s (with Alan Blinder), The Century Foundation Press, New York, 2001. ISBN 0-87078-467-6

Artikel
- "East Germany In From the Cold: The Economic Aftermath of Currency Union" (with George Akerlof, Andrew Rose, and Helga Hessenius), Brookings Papers on Economic Activity 1991:1.
- "How Large are the Losses from Rule of Thumb Behavior in Models of the Business Cycle?" (with George Akerlof) in Willima Brainard, William Nordhaus, and Harold Watts, eds., Money, Macroeconomics and Economic Policy: Essays in Honor of James Tobin, Cambridge, Mass.: MIT Press (1991). ISBN 0-262-02325-3
- "An Analysis of Out-of-Wedlock Childbearing in the United States," (with George Akerlof and Michael Katz). Quarterly Journal of Economics (May 1996); adapted into a Policy Brief prepared for the Fall 1996 issue of the Brookings Review doi:10.2307/2946680
- "Monetary Policy: Goals and Strategy," Business Economics (July 1996).
- "Trends in Income Inequality and Policy Responses," Looking Ahead, October 1997; reproduced in James Auerbach and Richard Belous, eds., The Inequality Paradox: Growth of Income Disparity, National Policy Association, 1998
- "The Continuing Importance of Trade Liberalization," Business Economics (1998).
- Rose, Andrew K. & Yellen, Janet L., 1989. "Is there a J-curve?," Journal of Monetary Economics, Elsevier, vol. 24(1), pages 53–68, July.
- Yellen, Janet L, 1984. "Efficiency Wage Models of Unemployment," American Economic Review, American Economic Association, vol. 74(2), pages 200-205
- McCulloch, Rachel & Yellen, Janet, 1982. "Can capital movements eliminate the need for technology transfer?," Journal of International Economics, Elsevier, vol. 12(1-2), pages 95–106, February.